# Ibón Pérez Arrieta
Ibón Pérez Arrieta (San Sebastián, Guipúzcoa, 9 de junio de 1977) es un exfutbolista español y entrenador español que actualmente dirige al CD Rincón.

## Trayectoria

### Como futbolista
Arrieta nació en San Sebastián y tras abandonar el Real Unión Club para jugar en el Talavera CF, en el año 2000 se marcha a Portugal para jugar en los equipos portugueses del GD Chaves, SC Braga y GD Estoril Praia.
En 2005 regresó a España y se incorporó al Racing de Ferrol de Segunda División de España. Más tarde, jugaría en el CD Logroñés, Maccabi Herzliya, PAS Giannina y UD Melilla.
En verano de 2007, firmó por el Swindon Town de la Football League One. En enero de 2008, Arrieta dejó Swindon y firmó un contrato con el CS Pandurii Târgu Jiu de Rumania por dos temporadas. A su regreso de Rumanía, jugaría hasta los 40 años, principalmente en equipos malagueños como el CD El Palo,Alhaurín de la Torre CF y Juventud de Torremolinos Club de Fútbol.

### Como entrenador
Finalizada su carrera como futbolista en 2018, firmó como entrenador de la Juventud de Torremolinos Club de Fútbol de la Tercera División de España, al que dirigió durante dos temporadas.
En la temporada 2020-21, pasa a ser director deportivo del conjunto malagueño.
En julio de 2021, vuelve a coger las riendas del Juventud de Torremolinos Club de Fútbol en la Tercera División de España. Al término de la temporada 2021-22, logra el ascenso a la Segunda Federación, tras quedar campeón del Grupo 9 de la Tercera RFEF.
En la temporada 2022-23, Ibón es ratificado como entrenador del Juventud de Torremolinos Club de Fútbol en la Segunda Federación.
El 14 de marzo de 2023, el preparador donostiarra presentó su dimisión después de cinco jornadas sin conocer el triunfo, dejando al conjunto costasoleño penúltimo clasificado del grupo IV de la Segunda Federación.

## Clubes

### Como jugador
| Club                                    | País       | Año       |
| --------------------------------------- | ---------- | --------- |
| Real Unión Club                         | España     | 1999-2000 |
| Talavera CF                             | España     | 2000-2001 |
| GD Chaves                               | Portugal   | 2001-2002 |
| SC Braga                                | Portugal   | 2002-2003 |
| GD Chaves                               | Portugal   | 2003-2004 |
| GD Estoril Praia                        | Portugal   | 2004-2005 |
| Racing Ferrol                           | España     | 2005      |
| CD Logroñés                             | España     | 2005      |
| Maccabi Herzliya                        | Israel     | 2006      |
| UD Melilla                              | España     | 2006      |
| PAS Giannina                            | Grecia     | 2007      |
| Swindon Town                            | Inglaterra | 2007      |
| Pandurii Targu Jiu                      | Rumanía    | 2008-2010 |
| CD El Palo                              | España     | 2011-2013 |
| Alhaurín de la Torre CF                 | España     | 2013-2014 |
| Juventud de Torremolinos Club de Fútbol | España     | 2014-2017 |
| CD El Palo                              | España     | 2017-2018 |

### Como entrenador
| Club                                    | País   | Año       |
| --------------------------------------- | ------ | --------- |
| Juventud de Torremolinos Club de Fútbol | España | 2018-2020 |
| Juventud de Torremolinos Club de Fútbol | España | 2021-2023 |
| Real Jaén                               | España | 2024-     |